# George Hickenlooper
George Hickenlooper (25. maj 1963 – 29. oktober 2010) var en amerikansk dokumentarfilminstruktør. Blandt de film han instruerede kan nævnes Dogtown (1997), og Factory Girl (2006).
Han efterlader sig kone og en søn.